# Південнопатагонське льодовикове поле
Південнопатагонське льодовикове поле (ісп. Hielos Continentales або ісп. Campo de Hielo Sur), розташоване на півдні Патагонських Анд на кордоні між Аргентиною і Чилі, є другим за величиною в світі позаполярним льодовиковим полем — має близько 16 800 км², (першим за площею є льодовикове поле на південному сході Аляски близько 25.000 км² Святого Іллі—Клувані— Маласпіна—Східний Чугач). Є одним з двох залишків Патагонського льодовикового щита, що охоплював всю південну частину Чилі під час останнього льодовикового періоду, місцева назва Llanquihue glaciation.

## Географія

Південнопатагонське льодовикове поле

Південнопатагонське льодовикове поле простягається від 48° 20′ S до 51° 30′ S . Довжина близько на 350 км, ширина — від 40 до 90 км, площа — 16800 км², з яких приблизно 14 000 км² належать Чилі і 2500 км² — Аргентині. Переважаючі висоти — 1500 м. Серед льоду піднімаються нунатаки і гори. Найвища точка — гора Бертран (3270 м). Висота фірнової лінії зменшується від 1200 м на півночі до 650 м на півдні. На рівні льодовикового плато випадає 7000-8000 мм опадів/рік. Широтна безльодовикова депресія проти озера Архентіно ділить льодовикове поле на дві частини — велику північну і невелику південну.
З плато стікають вивідні льодовики, багато льодовиків на східній стороні закінчуються у фіордах, на західній — в озеро В'єдма, З озера В'єдма витікає річка Ла-Леона, яка впадає в озеро Архентіно і тече далі до Атлантичного океану під назвою Ріо-Санта-Крус. Упсала (902 km²), В'єдма (978 km²), Періто-Морено (258 km²) розташовані в Національному парку Лос-Гласьярес, Аргентина. Брюгген (1,265 км², найбільший за площею і найдовший в південній півкулі за межами Антарктиди), О'Хіггінс (820 км²), Грей (270 км²) і Тиндалль (331 км²), Чилі.
Велику частину льодовикового поля займають національні парки: таких як Бернардо О'Хіггінс і Торрес-дель-Пайне в Чилі, і а також вищезгаданий Лос-Гласьярес — в Аргентині.
Під льодовиковим полем знаходяться два відомих вулкани: Лаутаро і В'єдма. Через свою важкодоступність вони є одними з найменш досліджених вулканів в Чилі та Аргентині.

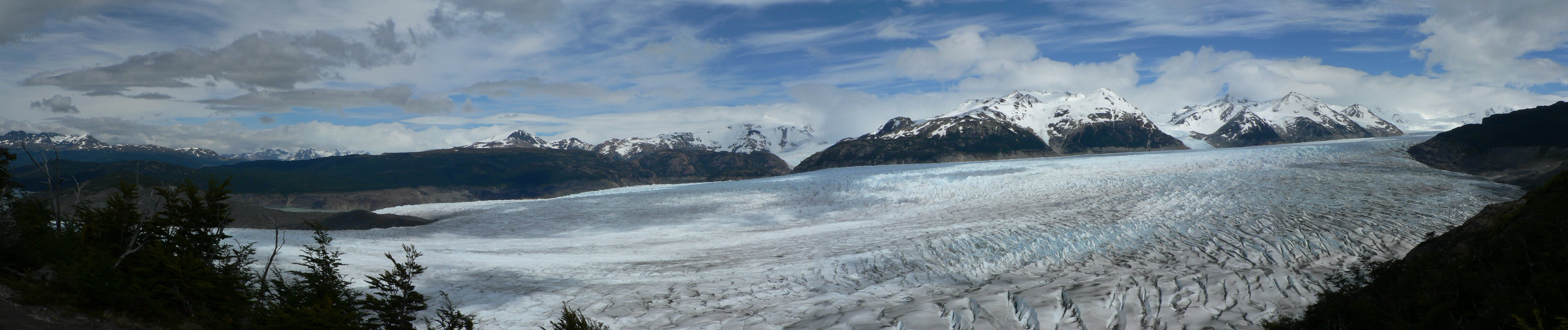
Панорамний вид на льодовик Грей у Національному парку Торрес-дель-Пайне (Чилі)